# Wartburg 1.3
A Wartburg 1.3 egy alsó-középkategóriás autó, amelyet a kelet-német Automobilwerk Eisenach (EMW) gyártott a Wartburg márkanév alatt 1988 és 1991 között. Különlegessége az volt, hogy a márka történetében először nem kétütemű motor került bele, hanem egy Volkswagen Golfból származó benzinmotor. Az 1.3 elnevezés ennek a motornak a hengerűrtartalmára utal. Hasonló modernizálás volt ez, mint a Trabant 1.1 esetében, de mint ott is, túl későn. Németország újraegyesítése után rövidesen, 1991-ben leállt az autó gyártása és vele együtt a Wartburg gyár is befejezte működését.

## Története
A Wartburg 353-ban használt egyliteres, kétütemű motor már hosszú ideje elavultnak számított, ezért az 1980-as évek végén az Automobilwerk Eisenach a fejlesztés mellett döntött. A gyár a nyugat-német Volkswagentől vásárolta meg a Golf II négyhengeres, 1272 cm³-es, 58 lóerős (43 kW) négyütemű motorjának licencét, melynek kelet-németországi gyártása ezután a Barkas gyárban kezdődött meg. Mivel ez a motor nagyobb volt, mint a Wartburg 353 kétütemű erőforrása, nem lehetett ugyanazt a karosszériát használni, az autó motorterét át kellett alakítani. A kocsira emellett műanyag borítású lökhárítók kerültek és az előddel ellentétben az oldalindexek mellett az első lámpákba is kerültek irányjelzők. A hátsó lámpa is megváltozott, a korábbi, keskeny kialakítás helyett szélesebb és vastagabb burájú féklámpák kerültek hátulra, valamint a belső tér is korszerűbbé vált és a sebességváltóbot átkerült a kormányoszlopról a padlóra.
Az első négyütemű Wartburg 1988. október 12-én hagyta el a gyártósort. Az új modell neve Wartburg 1.3 lett, utalva a motor hengerűrtartalmára. A 353-hoz hasonlóan szedán (Limousine) és kombi (Tourist) kivitel is készült, illetve létezett platós áruszállító (Trans) is; a több mint 150 000 legyártott 1.3-ból csak nagyjából 10 000 volt Tourist, a Transból pedig alig ezer készült. A licencért magas árat fizetett a gyár, így a nyereségesség érdekében kénytelen volt a 353-nál jóval drágábban árulni az 1.3-at, ennek következtében kevesebben engedhették meg maguknak a megvételét. Az eladási mutatók kedvezőtlenek voltak, de a helyzet igazán 1990 végén, Németország újraegyesítése után vált rosszá, hiszen ekkor a Wartburg 1.3 árából a korábbi Német Demokratikus Köztársaság lakói is inkább Opelokat és Volkswageneket vásároltak maguknak.
A négyütemű motor bevezetése ellenére az 1.3 korszerűtlen autónak számított, hiszen például a karosszériája sem volt önhordó és belsőtere is meglehetősen szegényesen volt felszerelve. A korábbi Nyugat-Németország területén a Wartburg autói meglehetősen rossz hírnévnek örvendtek a korábbi kétütemű, légszennyező modellek miatt, így a Wartburg 1.3 jelentős hátránnyal indult, amit nem is tudott leküzdeni. A modell gyártása 1991 áprilisában leállt, az Automobilwerk Eisenach gyárhelyiségeit pedig az Opel felvásárolta. Bár más, szegényebb országokban népszerű konstrukció lehetett volna a Wartburg 1.3, licenceit soha nem adták el és nem folytatták külföldön sem a gyártását.

## Képgaléria

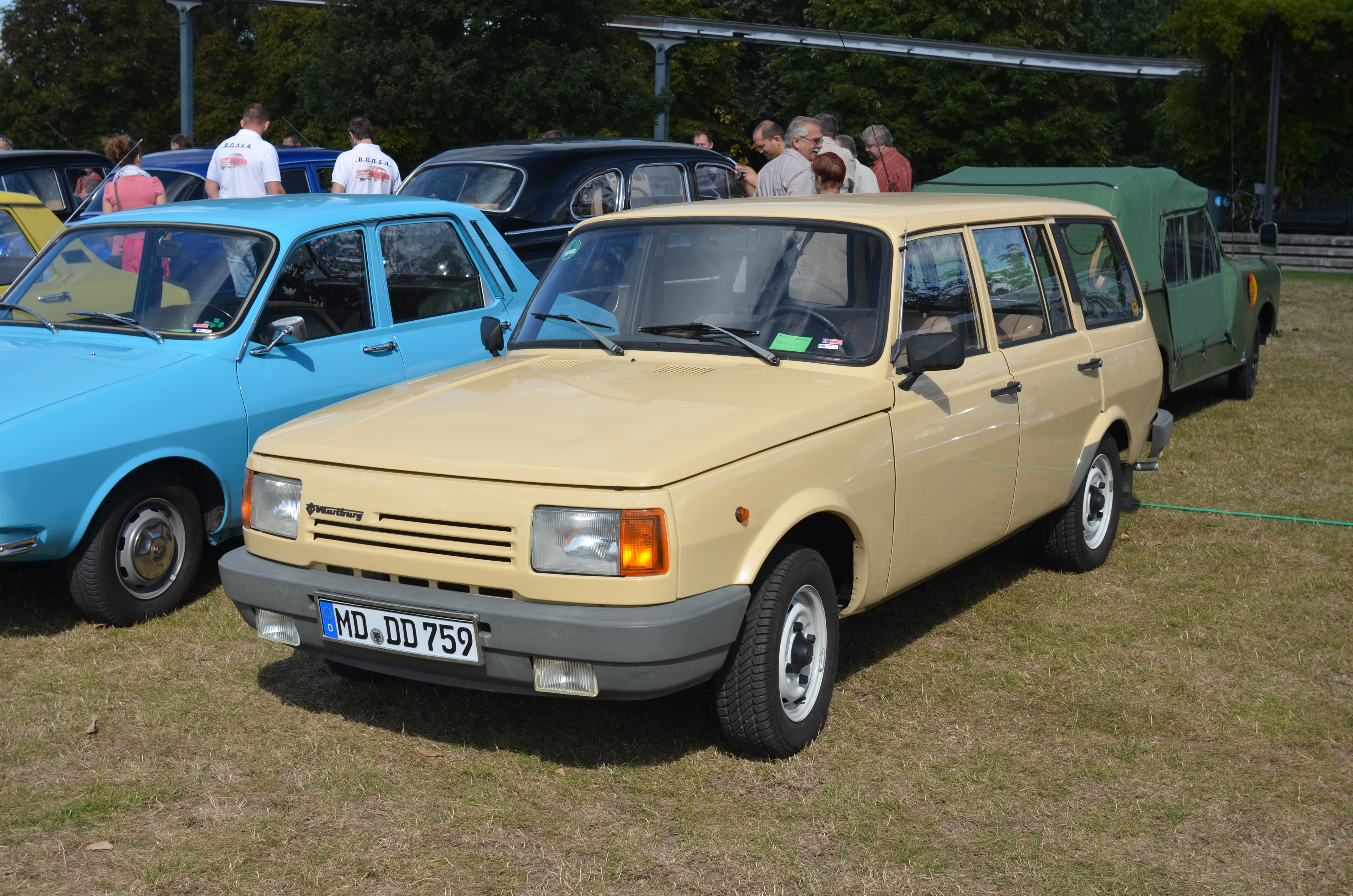
Wartburg 1.3 Tourist
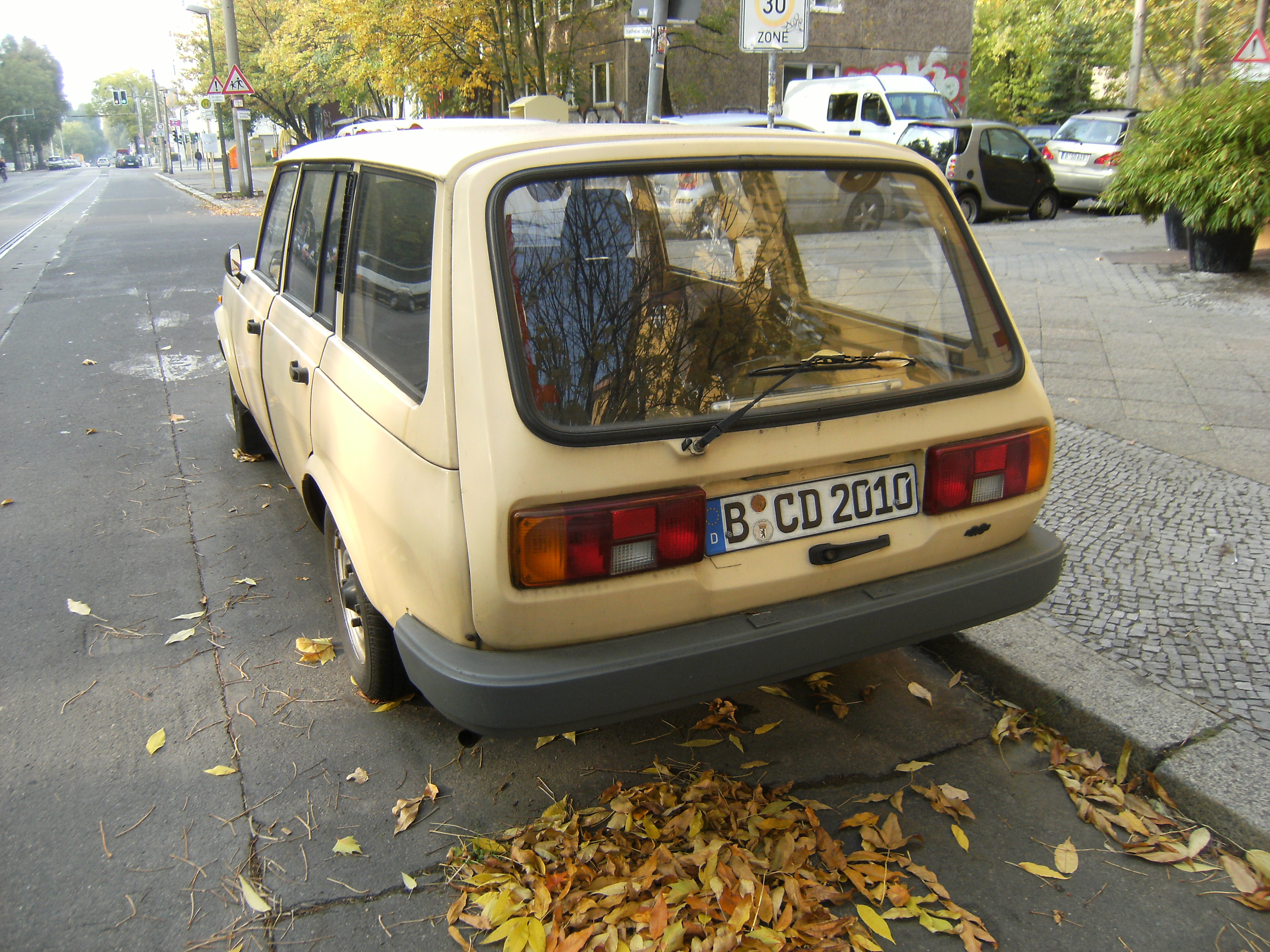
Wartburg 1.3 Tourist hátulról
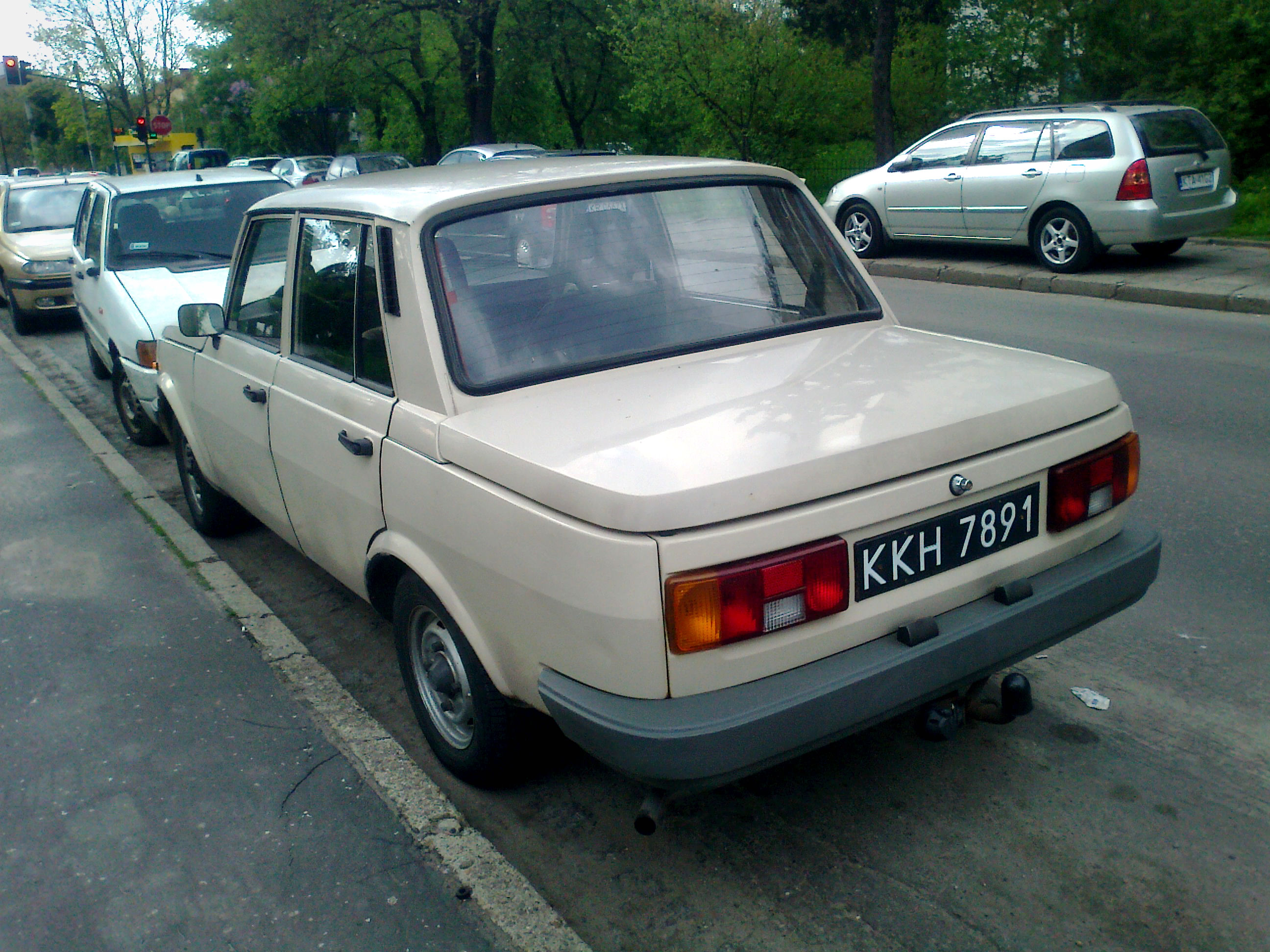
Wartburg 1.3 hátulról
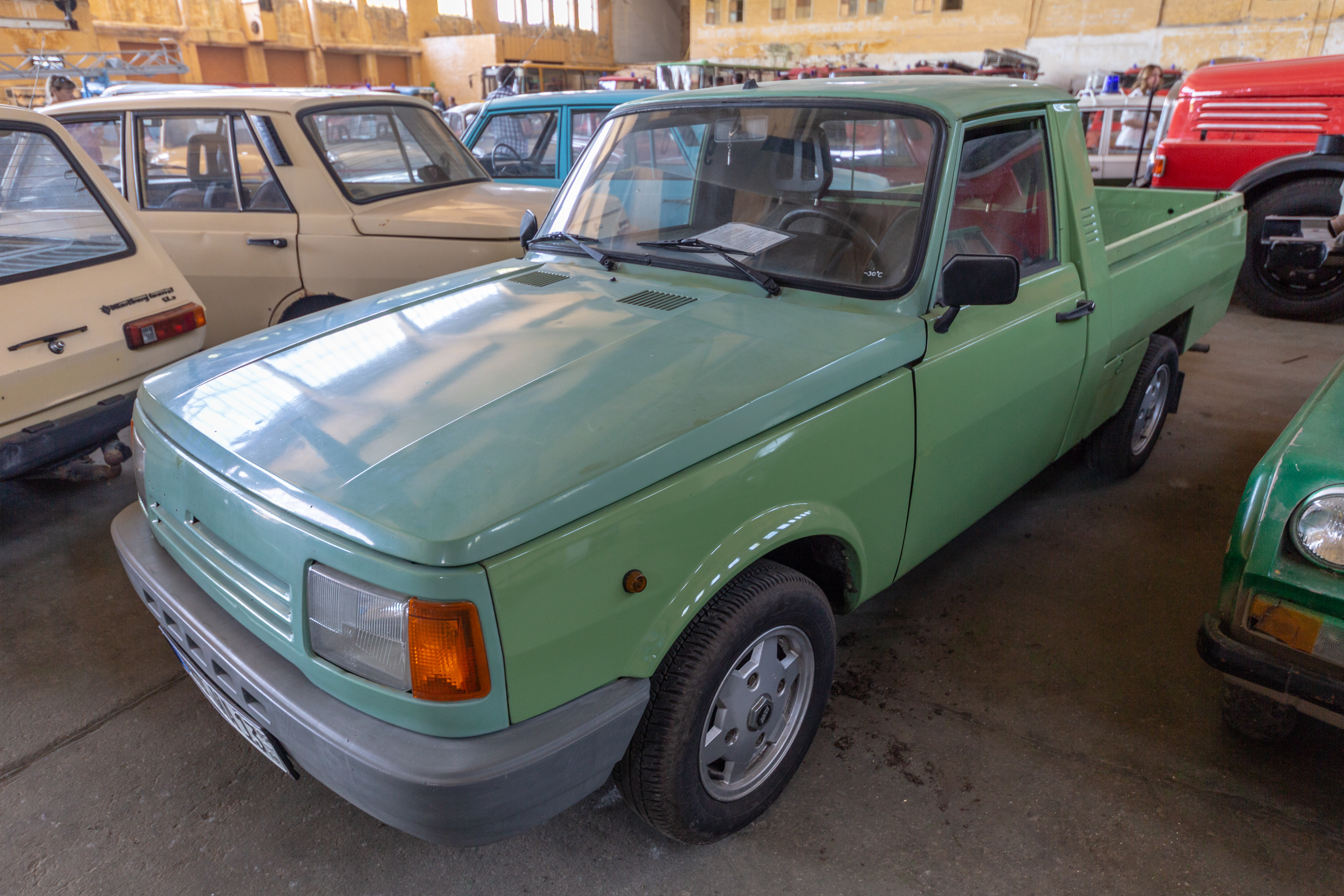
Wartburg 1.3 Trans
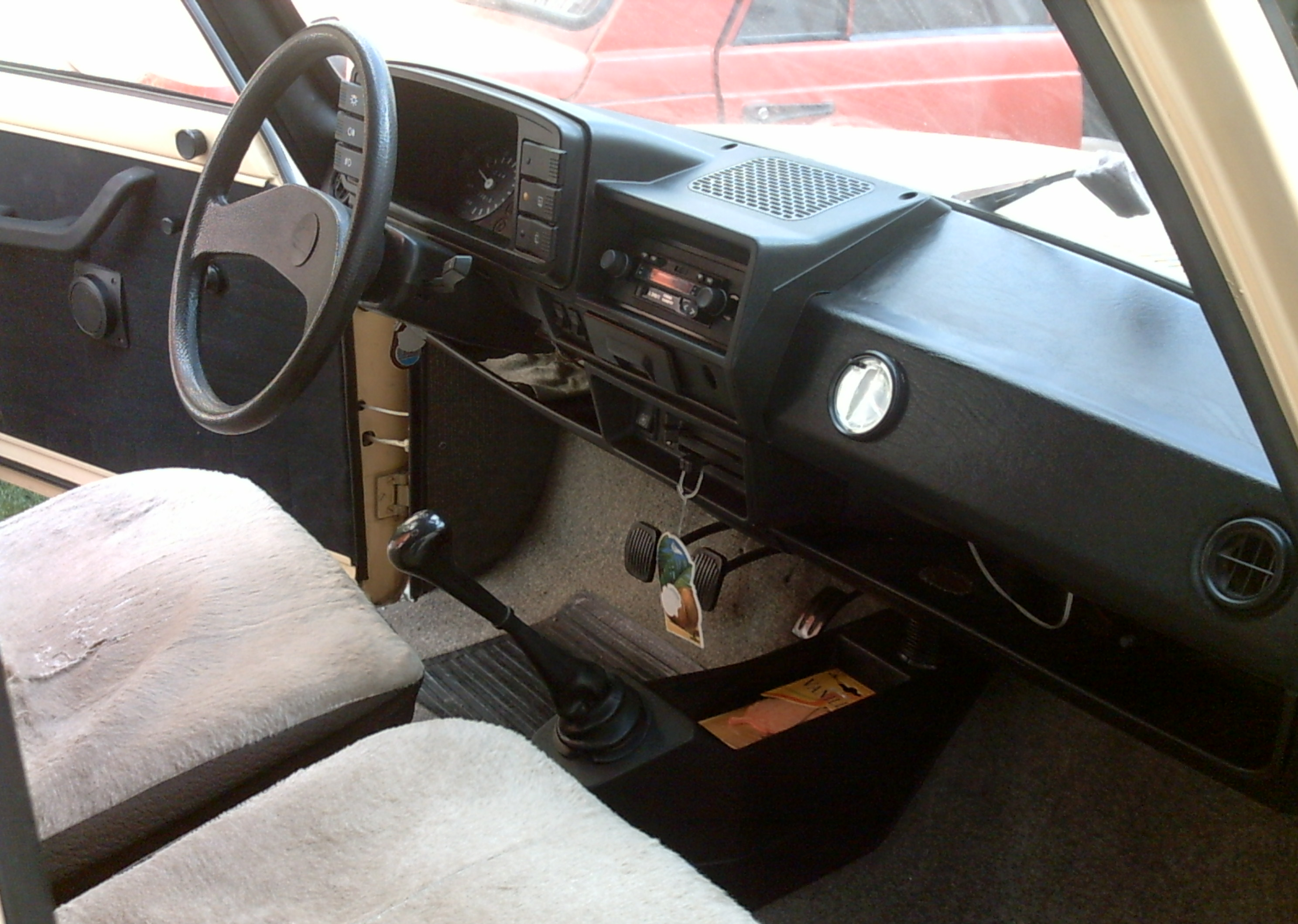
A Wartburg 1.3 belsőtere
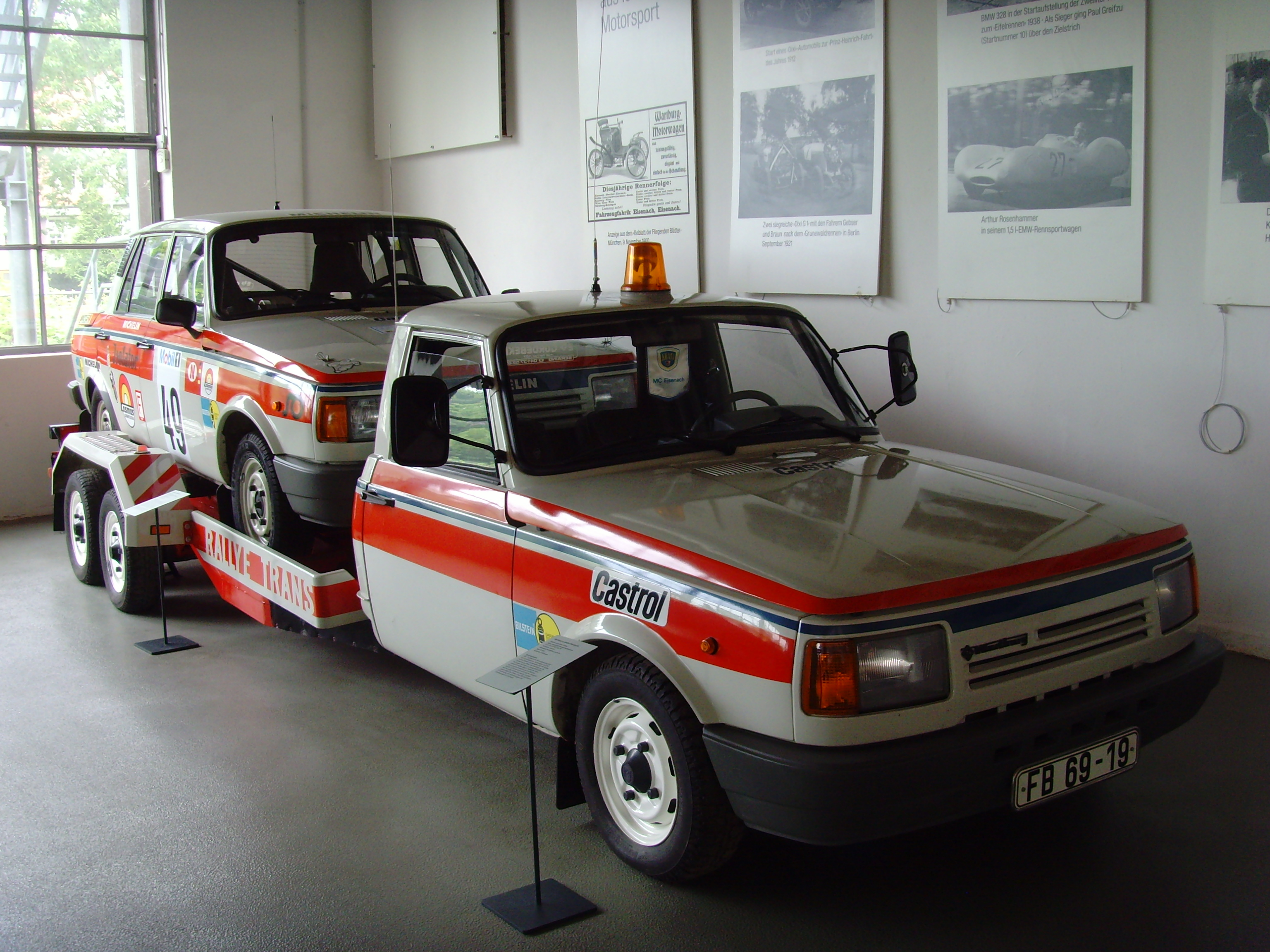
Wartburg 1.3 raliautó és szintén 1.3 alapú szállítójárműve
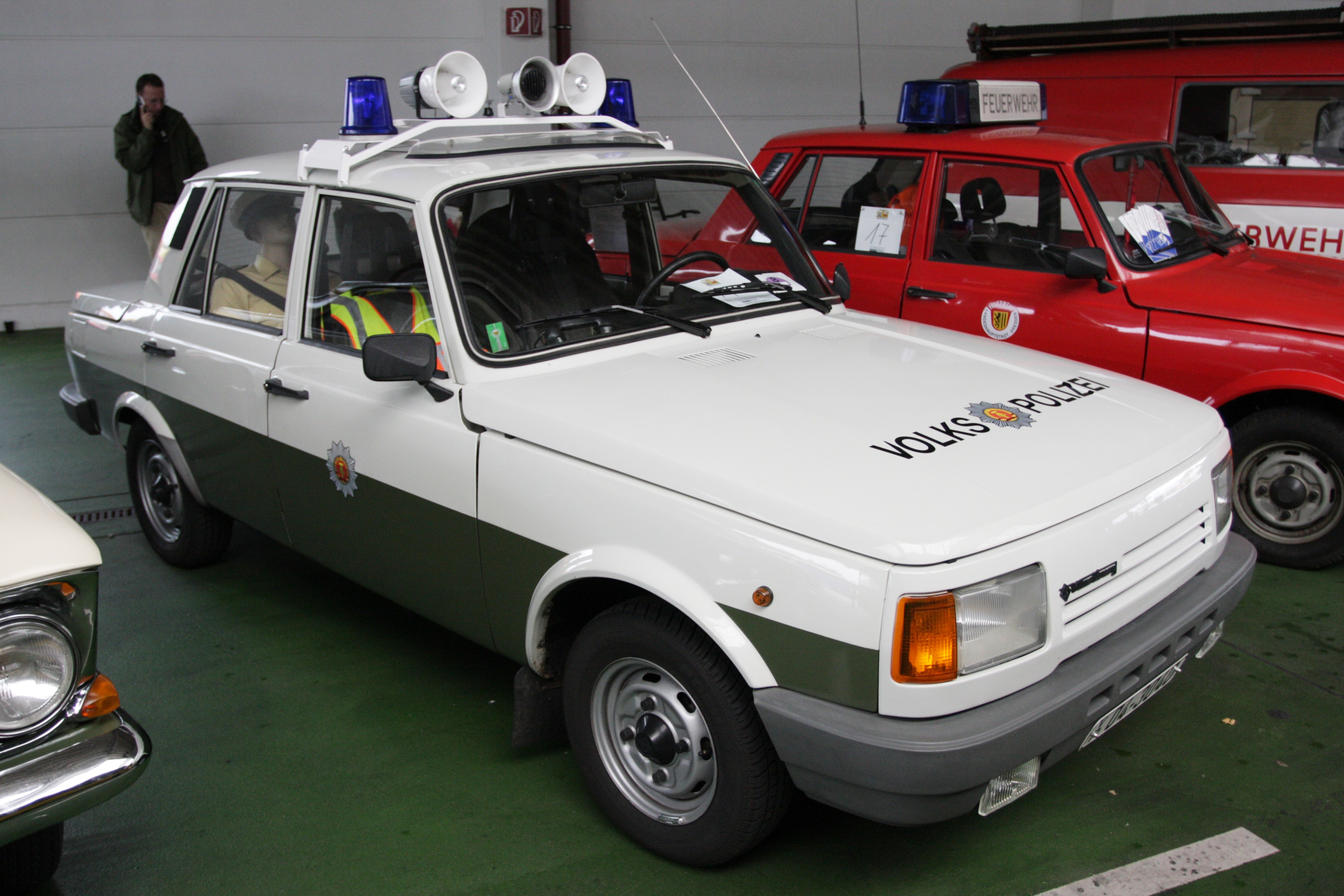
Wartburg 1.3 rendőrautó
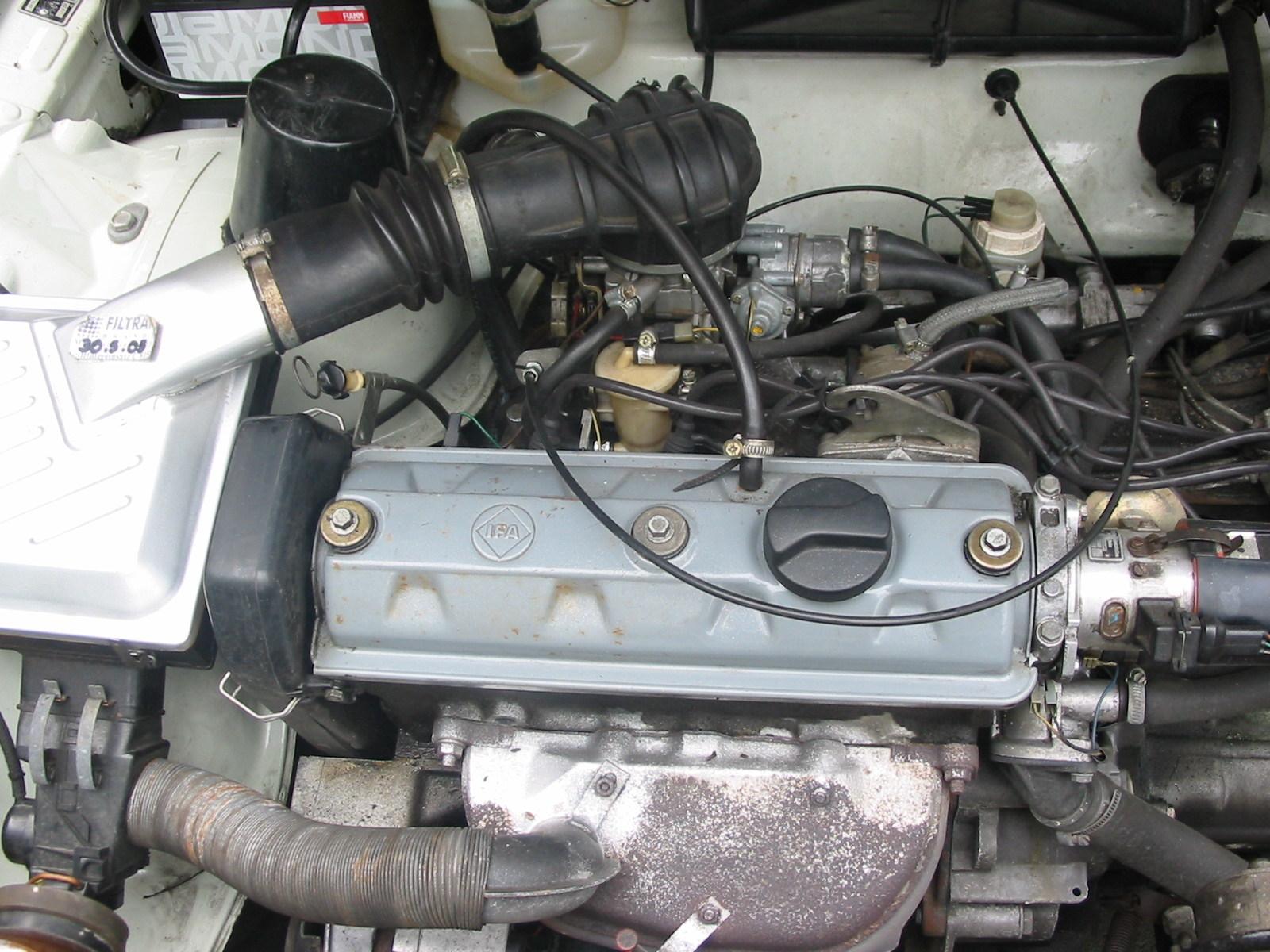
Motortér
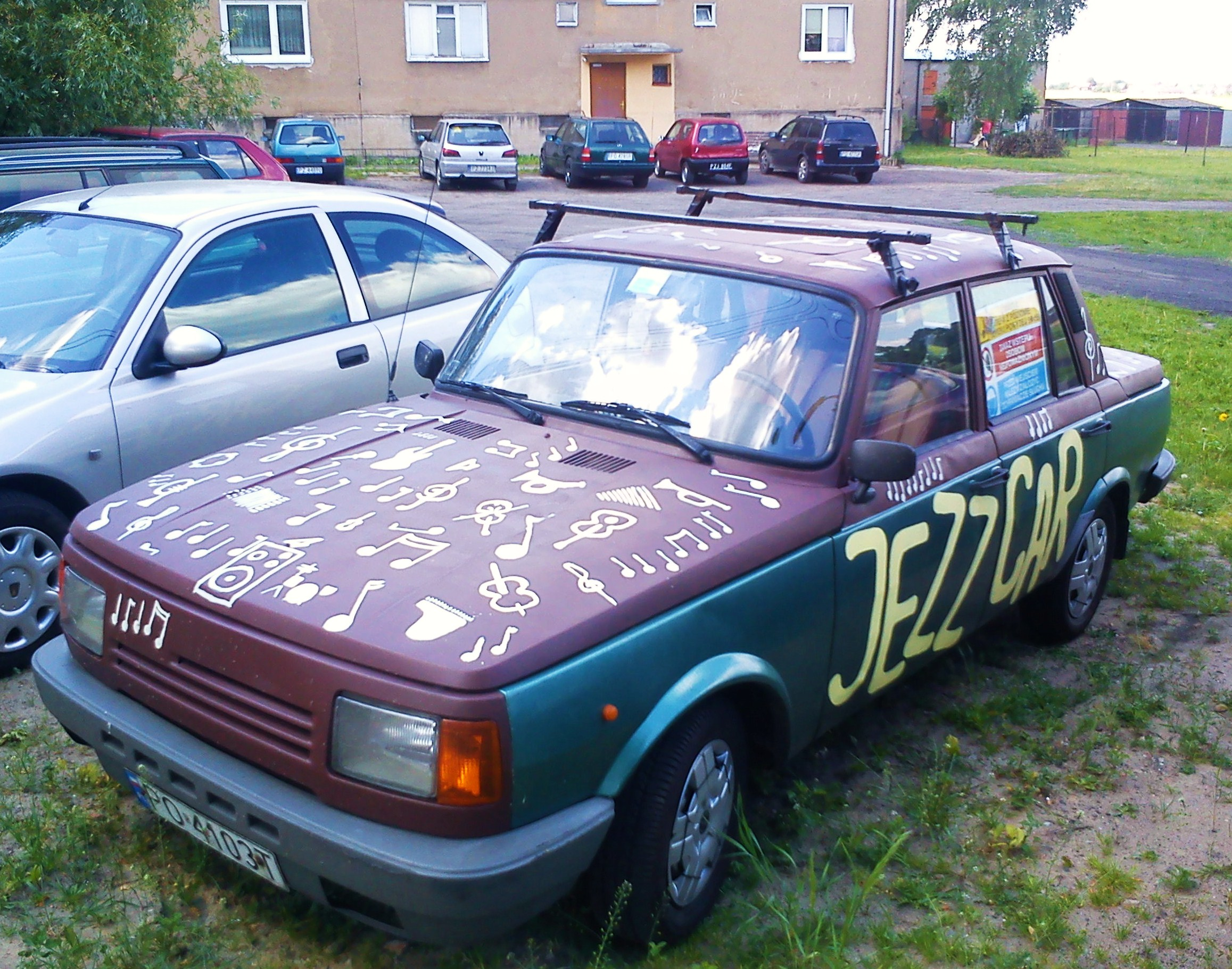
Egyedi festésű 1.3 Lengyelországban